# 深町なか
深町 なか（ふかまち なか、6月11日 - ）は、日本のイラストレーター。

## 人物
鹿児島県出身、東京都在住。
2014年『深町なか画集 ほのぼのログ 〜大切なきみへ〜』（一迅社）で商業デビュー。インターネット上に日々イラストを投稿しており、Twitterのフォロワー数は2022年3月時点で78万人を超える。
2016年には自身のイラスト集を原作としたアニメ『ほのぼのログ』がNHK総合で制作、放送された。
2022年、『ふたり綴り こうきとさち』で初のイラストコミックの単行本を刊行。

## 作品リスト

### 画集
- 深町なか画集 ほのぼのログ 〜大切なきみへ〜（一迅社）
- 深町なか画集II ほのぼのログ〜大切なきみと〜（一迅社）

### 小説原案、挿絵
- ぼくらのきせき　ほのぼのログ（角川書店）
- さんぽみち ほのぼのログ another story（角川書店）
- はなだより ほのぼのログ another story（角川書店）
- わすれな草 ほのぼのログ another story（角川書店）
- いまどうしてる? 恋してます。（KADOKAWA）

### イラストエッセイ
- 雨のアト（マガジンハウス）

### イラストコミック
- 『ふたり綴り こうきとさち』KADOKAWA、2022年3月13日発売[3]、ISBN 978-4-04-111865-8